# Horace-Bénédict de Saussure
Horace-Bénédict de Saussure (17. února 1740, Chêne-Bougeries, nyní Švýcarsko – 22. ledna 1799, Ženeva) byl švýcarský přírodovědec, fyzik a horolezec. Je pokládán za prvního, komu se podařilo vybudovat funkční sluneční pec.

## Život
Saussure se narodil roku 1740 v Chêne-Bougeries nedaleko Ženevy. Zájem o přírodní vědy u něj podnítili zejména strýc Charles Bonnet a Albrecht von Haller. Nejprve se zajímal o botaniku, v roce 1773 zaměřil svou pozornost na geologický výzkum v oblasti Alp. Jako první od roku 1760, kdy navštívil Chamonix, zaměřil pozornost k vystoupání na Mont Blanc a na jeho dobytí vypsal odměnu; zdolat se jej podařilo až Jacquesi Balmatovi a Michelu Paccardovi roku 1786.
V roce 1762, ve věku 22 let, byl jmenován profesorem filosofie na Ženevské akademii.
Jeho synem byl chemik a botanik Nicolas-Théodore de Saussure, vnukem mineralog a entomolog Henri de Saussure a pravnukem zakladatel moderní lingvistiky Ferdinand de Saussure.

## Dílo
- Observations sur l'écorce des feuilles et des pétales. 102 s., Genf 1762
- Voyages dans les Alpes., Genf 1779-96 (4 sv.)
- Essais Sur L'Hygrométrie. 542 s., Samuel Fauche Pere Et Fils, Neuchatel 1783
- Relation abrégée d'un voyage à la Cime du Mont-Blanc: en août 1787. 38 s., Barde & Manget Genf 1787.
- deutsche Fassung: Kurzer Bericht von einer Reise auf den Gipfel des Montblanc, im August 1787, Akademische Buchhandlung, Strasburg 1788. 40 Seiten. Faksimile Fines Mundi Verlag, Saarbrücken 2008.
- Défense de l'Hygromètre à cheveu. 82 s., Genf 1788
- Description de deux nouvelles espèces de trémelles douées d’un mouvement spontané. Journal de Physique, Bd. 37, s. 401–409, 1790
- Manuscrits et publications de Horace-Bénédict de Saussure sur l'origine du basalte. Zusammenstellung von Albert V. Carozzi, 769 s., Éditions Zoé, Genf 2000. ISBN 2-88182-411-0

## Ocenění
- Na jeho počest byly pojmenovány rody SaussureaDC. z čeledi hvězdnicovité (Asteraceae, dříve Compositae).
- Mezinárodní astronomická unie po něm v roce 1935 pojmenovala kráter Saussure.
- Jeho portrét byl vyobrazen na bankovce 20 CHF 6. série (1976-1995).
- Jeho jméno nese v Paříži ulice Rue de Saussure.